# Dietrich DP VII
Die Dietrich DP VII Spatz war ein zweisitziges Versuchsflugzeug der Dietrich-Gobiet Flugzeugwerk AG zur Auslegung eines kostengünstigen Leichtflugzeugs.

## Entwicklung
Die Dietrich DP.VII Spatz war eine Weiterentwicklung des Versuchsflugzeugs Dietrich DP.VI im Rahmen der Luftford-Entwicklung Dietrichs. Nachdem sich die Dietrich DP.VI während der Flugerprobung für den kleinen Haacke HFM-2 Motor als zu schwer und ausreichend leistungsstarke Motore als zu teuer erwiesen hatten, untersuchte Erich von Knüpffer die Möglichkeiten weiterer Gewichtsreduzierungen. Von Knüpffer entschied sich für einen grundlegend verkleinerten Entwurf der Dietrich DP.VI, den er unter der Bezeichnung Dietrich DP.VII bereits während der noch laufenden Untersuchungen an der Dietrich DP.VI Anfang 1924 in Angriff nahm. Der Erstflug soll bereits im Februar 1924 durch Kurt Katzenstein absolviert worden sein.
Parallel zur Tiefdecker-Entwicklung Dietrich DP.VII entstand auch eine Parasol-Entwicklung Dietrich DP.VIIa. Über den Vergleich beider Entwürfe sollte die Frage nach der geeigneten Flügelanordnung für ein Luftford-Flugzeug beantwortet werden.
Obwohl im Juni 1924 verschiedene Meldungen über die Aufnahme einer Serienproduktion der Dietrich DP.VII erschienen, wurde das Baumuster vermutlich schon recht früh auf Grund ihrer Nutzlast/Reichweiten-Beschränkungen aufgegeben. Vermutlich handelte es sich bei den genannten Meldungen um Verwechslungen mit der Parasol-Variante DP.VIIa, die später tatsächlich in Serie gebaut wurde. Der Dietrich DP.VII-Tiefdecker blieb ein Einzelstück.

## Konstruktion
Die Konstruktion des abgestrebten zweisitzigen Tiefdeckers Dietrich DP.VII entsprach weitgehend dem Entwurf der Dietrich DP.VI, der allerdings zur Gewichtseinsparung um 20 % verkleinert wurde. Rumpf, Steuerflächen und Leitwerk wurden, wie bei der DP.VI, aus nahtlos gezogenen Stahlrohren gefertigt, die mit Leinwand bezogen wurden. Die einteilige Flügelstruktur wurde aus dreifach verleimtem Sperrholz und Spruce hergestellt und mit imprägnierter Leinwand überzogen. Die Leermasse der kleineren DP.VII ohne Motor konnte nochmals um 10 % auf 120 kg reduziert werden. Der zum Einbau vorgesehene 30 PS starke Haacke HFM-2 erhöhte die Leermasse auf 180 kg und ermöglichte eine maximale Startmasse von 340 kg.
Als Besonderheit erhielt der DP.VII-Tiefdecker am Rumpf drei Aufnahme-Einrichtungen, in denen der abgenommene Tragflügel längs des Rumpfs für den Straßentransport oder beim Abstellen in einer Halle abgelegt werden konnte. Die Idee der Unterbringung des Flugzeugs in einer privaten Garage, für die eine Fläche von 8,2 m Länge und 1,8 m benötigt wurde, scheiterte an der Länge der einteiligen Tragfläche.

## Technische Daten
| Kenngröße             | Daten                                    |
| --------------------- | ---------------------------------------- |
| Besatzung             | 1 Pilot + 1 Passagier                    |
| Spannweite            | 8,00 m                                   |
| Länge                 | 5,40 m                                   |
| Höhe                  | 1,95 m                                   |
| Flügelfläche          | 10,62 m²                                 |
| Flügelstreckung       | 6,0                                      |
| Flächenbelastung      | 32,0 kg/m²                               |
| Leistungsbelastung    | 11,3 kg/PS                               |
| Rüstmasse             | 180 kg                                   |
| Zuladung              | 160 kg                                   |
| Startmasse            | 340 kg                                   |
| Antrieb               | ein Motor Haacke HFM-2 mit 30 PS (22 kW) |
| Höchstgeschwindigkeit | 115 km/h                                 |
| Gipfelhöhe            | 2400 m                                   |
| Aktionsradius         | 350 km                                   |
| Flugzeit              | 3 h                                      |